# Lanceonotus breviscutus
Lanceonotus breviscutus är en insektsart som beskrevs av Capener 1972. Lanceonotus breviscutus ingår i släktet Lanceonotus och familjen hornstritar. Inga underarter finns listade i Catalogue of Life.